# محافظة دوندغوفي
محافظة دوندغوفي (بالإنجليزية: Dundgovi Province)‏ هي محافظة في منغوليا، تتبع منغوليا، بلغ عدد سكانها 38٬821 نسمة، في 2011، عاصمتها ماندالغوفي ‏، تبلغ مساحتها 74٬690٫32 كيلومتر مربع.

## الموقع
تشترك في الحدود مع:
- محافظة دورنوغوفي
- محافظة أوفوخاناجي
- محافظة توف
- محافظة جوفيسومبر
- محافظة أومنوغوفي.

## التقسيمات الإدارية
- Adaatsag, Dundgovi [الإنجليزية]‏
- Bayanjargalan, Dundgovi [الإنجليزية]‏
- Delgerkhangai, Dundgovi [الإنجليزية]‏
- Delgertsogt, Dundgovi [الإنجليزية]‏
- Deren, Dundgovi [الإنجليزية]‏
- Erdenedalai, Dundgovi [الإنجليزية]‏
- Govi-Ugtaal [الإنجليزية]‏
- Gurvansaikhan, Dundgovi [الإنجليزية]‏
- Khuld, Dundgovi [الإنجليزية]‏
- Luus, Dundgovi [الإنجليزية]‏
- Ölziit, Dundgovi [الإنجليزية]‏
- Öndörshil, Dundgovi [الإنجليزية]‏
- Saikhan-Ovoo, Dundgovi [الإنجليزية]‏
- Saintsagaan, Dundgovi [الإنجليزية]‏
- Tsagaandelger, Dundgovi [الإنجليزية]‏.